# Богданович (муниципальный округ)
Городской округ Богдано́вич — муниципальное образование в Свердловской области России, относится к Южному управленческому округу.
Административный центр — город Богданович.
С точки зрения административно-территориального устройства области, городской округ находится в границах административно-территориальной единицы Богдановичский район.
С  1 января 2025 года имеет статус муниципального округа.

## Физико-географическая характеристика
Территория округа составляет 1498 квадратных километров.
На востоке округ граничит с Камышловским районом, на юге — с Каменским городским округом Свердловской области и Катайским районом Курганской области, на западе — с Белоярским и Асбестовским городскими округами, на севере — с городским округом Сухой Лог.
Основным богатством считаются запасы огнеупорной глины и камня известняка.
Географическое положение и климатические условия района позволяют отнести к территории равнинного Зауралья.
Здесь нет ни больших рек, ни горных вершин.
Крупнейшие реки: Кунара и Большая Калиновка (обе — не длиннее 60 километров) впадают в Пышму.
Наиболее значительное озеро: Куртугуз (1100 га).
Скалистые возвышенности расположены вдоль берегов Кунары к северо-востоку от города.

## История

### Ранние поселения
До освоения русским народом богдановичских земель здесь проживали тюрки (сибирские татары), а ещё ранее — финно-угорские народы (манси, ханты). Об этом свидетельствуют сохранившиеся названия населённых пунктов, рек и озёр.

#### Кашинское городище
Кашинское городище — археологический памятник, объект культурного наследия федерального значения, первое поселение человека на территории Богдановичского района в первой половине 1 тысячелетия нашей эры. Расположено к северу от города Богдановича, в 0,5 км юго-западнее от деревни Кашина, на правом берегу реки Кунары.
В 1884 году инженер Фердинанд Юстинович Гебауэр летом 1884 года прожил несколько дней в селе Кашинском и изучил местное древнее сооружение, прозванное кашинскими жителями «Чудским городищем». Ф. Ю. Гебауэр обнаружил признаки местопребывания чудского племени, судя по найденным изделиям.
В 1960 году археологическая экспедиция Уральского государственного университета под руководством Елизаветы Михайловны Берс выяснила, что Кашинское городище было основано около 500 годов нашей эры, то есть в средневековье. Жили здесь скотоводы родовой общиной.

#### В Казанском приказе
Покорение Сибири Ермаком Тимофеевичем (1581—1585 гг.) открыло России путь на восток. После Указа о переселении русского населения в Сибирь (1590 года) 35 «пашенных людей» из Сольвычегодского уезда «с жёнами и детьми и со всем имением» направлены на поселение в Сибирь. Первое время за Урал попадали речным путём. На реках Урала и Зауралья стали появляться русские города и остроги. Основными районами массовой русской колонизации становятся неосвоенные или слабо освоенные плодородные земли лесного и лесостепного Среднего Урала.
Самыми ранними поселенцами на территории Богдановичского района можно считать жителей деревень Кулики (1594 г.) на реке Белейке и Бараба (1604 г.) на озере Кукуян.
С 1599 по 1637 годы сибирскими территориями ведал Приказ Казанского дворца.

#### В Сибирском приказе
В 1637 году был создан Сибирский приказ.
С 1621 году территория междуречья Пышмы и Кунары принадлежало владениям двора Невьянского Богоявленского (Спасского) монастыря. В 1703 году крестьяне Невьянского монастыря были переданы заводам Никиты Демидова с землею и угодьями. В 1706 году Государь Пётр I вернул монастырю земли и крестьян, кроме села Покровского.
В первой половине XVII века основано село Никитино (Троицкое) на реке Большой Калиновке. В 1630 году основано село Прокопьевское (Кунарское) на реке Кунаре.
В 1690 году было основано село Грязновское (Грязновская слобода) на реке Грязнушке.
1715 год — основание села Кашина.

#### В Верхотурском уезде
С 1719 года территория современного Богдановичского района входила в Верхотурский уезд Тобольской провинции Сибирской губернии.
В XVIII веке население территории района составляли государственные крестьяне: черносошные и сибирские пашенные крестьяне.
В 1746 году было основано село Ляпустино.
В 1763 году было открыто движение по Сибирскому тракту. Отсутствие железнодорожного сообщения, но наличие Сибирского тракта стало причиной появления в некоторых сёлах не только ямщиков, но и почтовых работников.
В 1764 г указом Императрицы Екатерины II была осуществлена секуляризация монастырей. Невьянский Богоявленский монастырь попал в число ликвидируемых. Вся его собственность переходила государству: земли, угодья, крестьяне. Ликвидация обители затянулась на 20 лет. Лишь в 1783(4?) году оставшиеся иноки были переведены в новый Абалакский монастырь.

#### В Камышловском уезде
В 1781 году образовался Камышловский уезд Пермского наместничества (с 1796 года — Пермской губернии).
Село Ильинское было основано в 1788 году.

### Кунарская волость
С 1837 года вместо слободы была установлена новая административная единица — волость.

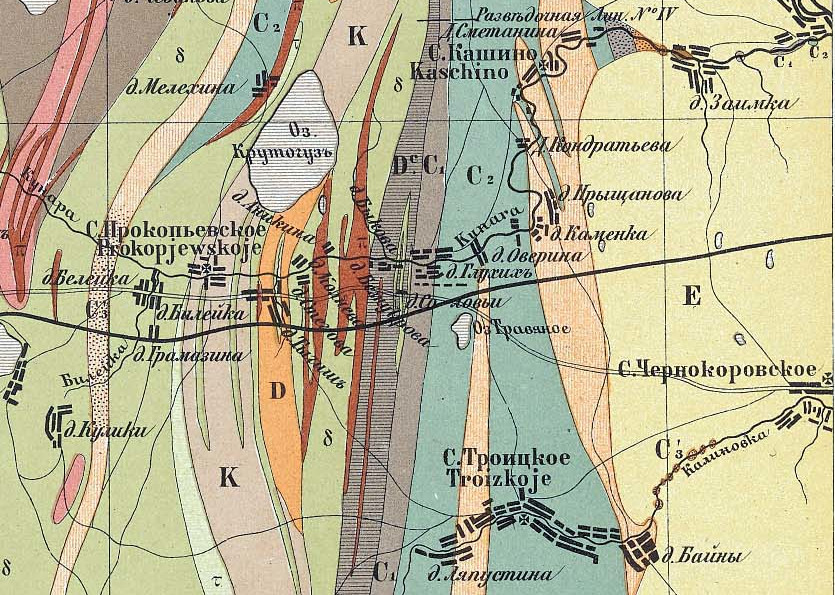
Деревня Оверина на геологической карте дачи Каменского завода (1884 г.)

В 1858 году в сёлах Кашина и Прищаново были открыты первые церковноприходские школы в районе.
В 1864 году по Сибирскому тракту через сёла провезли закованного в кандалы Н. Г. Чернышевского.
В 1869 году на территории Камышловского уезда существовали волости: Ильинская, Грязновская, Троицкая, Кунарская,
В 1870 году открылись почтовые станции в сёлах Грязновское, Кунара, Чернокоровское.

### Троицкая волость
В 1908 году была образована Чернокоровская волость.
Вблизи станции Богданович до революции 1917 года действовала Покровская женская община Екатеринбургской епархии в селе Грязновском, центром которой являлся Покровский храм. Община была создана на основе приюта в 1909 году. В этом же году была освящена деревянная Покровская церковь.

### Первый Богдановичский район
15 августа 1924 года — Президиум Шадринского окружного исполнительного комитета Уральской области решением (протокол № 52) упразднил Грязновский район и образовал Богдановичский район в составе Шадринского округа Уральской области с административным центром в селе Троицкое.
В состав Богдановичского района входили территории 14 сельских Советов и территория упразднённого Грязновского района. Быковский сельский Совет народных депутатов управлял территориями железнодорожной станции Богданович, деревни Быкова, села Глухих (Глуховское, Аверино).
В 1930 году административный центр был перенесён в посёлок Богданович, в состав района вошла территория упразднённого Грязновского района. 10 июля 1931 года Богдановичский район упразднен с включением его территории в Сухоложский район.

### Второй Богдановичский район
4 декабря 1944 года Богдановичский район с административным центром в рабочем посёлке Богданович выделен из Сухоложского района (Указ Президиума Верховного Совета РСФСР от 27 ноября 1944 г. и от 2 ноября 1945 г., Решение Областного исполнительного комитета Свердловской области № 2199 от 4 декабря 1944 г.). В его состав вошли 19 сельских Советов:
- из Камышловского района: Волковский, Володинский, Гарашкинский и Ильинский сельские советы, а также ряд селений Калиновского сельсовета.
- из Сухоложского района: рабочий посёлок Богданович, Байновский, Барабинский, Билейский, Грязновский, Каменноозерский, Каменский, Кашинский, Куликовский, Кунарский, Ляпустинский, Троицкий, Тыгишский, Чернокоровский и Щипачевский сельские советы, а также ряд селений Мельничного сельсовета.

В 1947 году рабочий посёлок Богданович был преобразован в город районного подчинения. Образован Быковский сельсовет.
В 1954 году упразднены Белейский, Быковский, Кашинский, Куликовский, Ляпустинский и Щипачевский с/с.
1 февраля 1963 года Богданович преобразован в город областного подчинения, а Богдановичский район упразднён. При этом его сельсоветы были переданы в Камышловский сельский район.

### Третий Богдановичский район
13 января 1965 года Богдановичский район был восстановлен в границах 1945 года, за исключением территории Володинского сельского Совета, которая отошла в Камышловский район (Указ Президиума Верховного Совета РСФСР). В состав Богдановичского района из Каменского была включена территория Суворского сельского Совета.
22 ноября 1966 года поселки подсобного хозяйства откормочного совхоза, участка N 2 станции искусственного осеменения и Асбестовского участка N 3 Баженовского совхоза были переименованы в Луч, Красный Маяк и Вишневый соответственно.

### Муниципальное образование
В 1996 году город Богданович и район были объединены в одно муниципальное образование под названием Богдановичское. 10 ноября 1996 года Богдановичское муниципальное образование было включено в областной реестр. В дальнейшем муниципальное образовано было переименовано в Богдановичский район, однако данных о дате переименования нет.

### Городской округ
С 31 декабря 2004 года Богдановичский район был наделён статусом городского округа. Город Богданович, ранее относившийся к городам областного подчинения, был включён в состав соответствующего административного района.
С 1 января 2006 года муниципальное образование Богдановичский район было переименовано в городской округ Богданович.
В рамках административно-территориального устройства области, административно-территориальная единица Богдановичский район продолжает существовать.

## Население
| 2002    | 2009    | 2010    | 2011    | 2012    | 2013    | 2014    |
| ------- | ------- | ------- | ------- | ------- | ------- | ------- |
| 18 042  | ↗18 096 | ↗47 027 | ↘46 893 | ↘46 572 | ↘46 443 | ↘46 217 |
| 2015    | 2016    | 2017    | 2018    | 2019    | 2020    | 2021    |
| ↘46 066 | ↘45 989 | ↘45 971 | ↘45 879 | ↘45 685 | ↗45 969 | ↘44 106 |
| 2023    |         |         |         |         |         |         |
| ↘43 705 |         |         |         |         |         |         |

## Состав
В состав Муниципального округа (Россия) и района входят 40 населённых пунктов. При этом городской округ помимо города включает 13 сельских территорий, а район до 1 октября 2017 года включал 14 территориальных единиц (1 город и 13 сельсоветов).
| №  | Населённый пункт       | Тип населённого пункта        | Население | Сельская территория городского округа | Территориальная единица Богдановичского района |
| -- | ---------------------- | ----------------------------- | --------- | ------------------------------------- | ---------------------------------------------- |
| 1  | Алёшина                | деревня                       | ↘9        | Байновская                            | Байновский сельсовет                           |
| 2  | Байны                  | село                          | ↘2455     | Байновская                            | Байновский сельсовет                           |
| 3  | Бараба                 | село                          | ↘903      | Барабинская                           | Барабинский сельсовет                          |
| 4  | Билейка                | деревня                       | ↘198      | Кунарская                             | Кунарский сельсовет                            |
| 5  | Билейский Рыбопитомник | деревня                       |           | Кунарская                             | Кунарский сельсовет                            |
| 6  | Богданович             | город, административный центр | ↘29 895   |                                       | город Богданович                               |
| 7  | Быкова                 | деревня                       | ↗364      | Тыгишская                             | Тыгишский сельсовет                            |
| 8  | Верхняя Полдневая      | деревня                       | ↘90       | Байновская                            | Байновский сельсовет                           |
| 9  | Волковское             | село                          | ↘579      | Волковская                            | Волковский сельсовет                           |
| 10 | Гарашкинское           | село                          | ↘451      | Гарашкинская                          | Гарашкинский сельсовет                         |
| 11 | Грязновская            | посёлок                       | ↘91       | Грязновская                           | Грязновский сельсовет                          |
| 12 | Грязновское            | село                          | ↘1215     | Грязновская                           | Грязновский сельсовет                          |
| 13 | Дубровный              | посёлок                       | ↘2        | Чернокоровская                        | Чернокоровский сельсовет                       |
| 14 | Дубровный              | хутор                         | ↘0        | Гарашкинская                          | Гарашкинский сельсовет                         |
| 15 | Ильинское              | село                          | ↘570      | Ильинская                             | Ильинский сельсовет                            |
| 16 | Каменноозёрское        | село                          | ↘415      | Каменоозерская                        | Каменоозерский сельсовет                       |
| 17 | Кашина                 | деревня                       | ↘124      | Коменская                             | Коменский сельсовет                            |
| 18 | Коменки                | село                          | ↘727      | Коменская                             | Коменский сельсовет                            |
| 19 | Кондратьева            | деревня                       | ↘32       | Коменская                             | Коменский сельсовет                            |
| 20 | Красный Маяк           | посёлок                       | ↘156      | Грязновская                           | Грязновский сельсовет                          |
| 21 | Кулики                 | село                          | ↘69       | Барабинская                           | Барабинский сельсовет                          |
| 22 | Кунарское              | село                          | ↘604      | Кунарская                             | Кунарский сельсовет                            |
| 23 | Луч                    | посёлок                       | ↘10       | Троицкая                              | Троицкий сельсовет                             |
| 24 | Мелёхина               | деревня                       | ↘48       | Кунарская                             | Кунарский сельсовет                            |
| 25 | Октябрина              | деревня                       | ↘91       | Байновская                            | Байновский сельсовет                           |
| 26 | Орлова                 | деревня                       | ↘23       | Барабинская                           | Барабинский сельсовет                          |
| 27 | Паршина                | деревня                       | ↘88       | Чернокоровская                        | Чернокоровский сельсовет                       |
| 28 | Полдневой              | посёлок                       | ↘949      | Байновская                            | Байновский сельсовет                           |
| 29 | Поповка                | деревня                       | ↗21       | Коменская                             | Коменский сельсовет                            |
| 30 | Прищаново              | деревня                       | ↘412      | Коменская                             | Коменский сельсовет                            |
| 31 | Раскатиха              | деревня                       | ↘87       | Чернокоровская                        | Чернокоровский сельсовет                       |
| 32 | Сосновский             | посёлок                       | ↘4        | Троицкая                              | Троицкий сельсовет                             |
| 33 | Суворы                 | село                          | ↘59       | Гарашкинская                          | Суворский сельсовет                            |
| 34 | Троицкое               | село                          | ↗1749     | Троицкая                              | Троицкий сельсовет                             |
| 35 | Тыгиш                  | село                          | ↘787      | Тыгишская                             | Тыгишский сельсовет                            |
| 36 | Черданцы               | деревня                       | ↘6        | Ильинская                             | Ильинский сельсовет                            |
| 37 | Чернокоровское         | село                          | ↘459      | Чернокоровская                        | Чернокоровский сельсовет                       |
| 38 | Чудова                 | деревня                       | ↘9        | Грязновская                           | Грязновский сельсовет                          |
| 39 | Щипачи                 | деревня                       | ↗4        | Волковская                            | Волковский сельсовет                           |
| 40 | Щипачи                 | село                          | ↘108      | Байновская                            | Байновский сельсовет                           |

- 9 ноября 2011 года была образована деревня Билейский Рыбопитомник (на территории Кунарского сельсовета)[38].

Упразднённые населённые пункты:
- Решением Свердловского облисполкома № 265 от 24 июля 1984 года были упразднены следующие населённые пункты: Андрюшина (Гарашкинского сельсовета), Кишкина и Москвина (Ильинского сельсовета), Комарова и Ляпустина (Троицкого сельсовета), Махнёва (Тыгишского сельсовета)[39].
- 7 августа 1996 года был упразднена деревня Мартовка (Ильинского сельсовета)[40].
- 27 ноября 2001 года была упразднена деревня Жуково (Байновского сельсовета)[41][42].
- 22 ноября 2004 года была упразднена деревня Поджуково (Байновского сельсовета)[42][43].
- 10 июня 2022 г. упразднён посёлок Куртугуз[44]

## Животный мир

### Животные
Косули в большом количестве. В окрестностях Барабы косуль встречают ежедневно. Встречаются зайцы, кабаны. В озере Куртугуз водится ондатра.

### Птицы
На болотах в окрестностях озера Куртугуз и в других районах обитают утки, ястребы.

### Рыбы
В оз. Каменозерском обитает жёлтый («золотой») карась и ротан.
В Билейском рыбопитомнике разводится зеркальный карп.
В озере Куртугуз обитает ротан.

## Экономика
Городскими предприятиями активно разрабатываются запасы огнеупорной глины и камня известняка.
Из сельскохозяйственных предприятий крупнейшим является АО "Свинокомплекс «Уральский» (крупнейший производитель мяса свинины в Уральском федеральном округе).
Также крупным сельхозтоваропроизводителем является колхоз имени Свердлова, входящий в список 300 наиболее рентабельных хозяйств России.

## Экологическая ситуация
Экология города Богданович обременена рядом самых разных вредных веществ. Причинами этому выступают различные производства. В г. Богданович работают такие производства, как: ОАО «Комбинат строительных материалов», Богдановичский завод минерало-ватных плит, Богдановичское ОАО «Огнеупоры», Богдановичский комбикормовый завод. Всему виной выступают данные предприятия, а также вредные выбросы веществ автотранспорта и производимый ими шум.

### Сточные и поверхностные воды
На территории Богдановичского городского округа показатели качества подземных вод, такие как: жесткость воды, Fe, Si, Mn превышают содержание ПДК по СанПиН 2.1.4.1074-01.
На Богдановичских предприятиях и МУП ГО Богданович «Водоканал» запланирована модернизация и реконструкция очистных сооружений биологической очистки сточных вод на 2020—2022 гг.
Основным источником загрязнения поверхностных водных объектов в Богдановичском ГО является ООО «Комбинат строительных материалов».
Загрязнение поверхностных водных объектов на территории г. Богданович 2018—2019 гг.
| Наименование предприятия               | Отведено сточных вод, всего (млн. м³) | Отведено сточных вод, всего (млн. м³) | Отведено загрязненных сточных вод (млн. м³) | Отведено загрязненных сточных вод (млн. м³) |
| Наименование предприятия               | 2018 год                              | 2019 год                              | 2018 год                                    | 2019 год                                    |
| ООО «Комбинат строительных материалов» | 4,00                                  | 3,98                                  | 4,00                                        | 3,98                                        |
| Богдановичское ОАО «Огнеупоры»         | 0,52                                  | 0,54                                  | 0,52                                        | 0,54                                        |

Наиболее крупными водопользователями Богдановичского ГО являются: МУП «Тепловодоканал» — 4,2 млн м³.
Показатели сброса сточных вод в поверхностные водные объекты в ГО в 2019 г.
| Наименование муниципального образования | Сброшено сточных вод в поверхностные водные объекты (млн. м³) | Сброшено сточных вод в поверхностные водные объекты (млн. м³) |
| Наименование муниципального образования | всего                                                         | в том числе загрязненных                                      |
| ГО Богданович                           | 6,33                                                          | 6,33                                                          |

### Почвы и земельные ресурсы
Почвенный покров является главным накопителем радионуклидов. Существует потенциальная опасность воздушного переноса на территории Богдановичского ГО техногенных радионуклидов как со штатно работающих объектов ядерно-топливного цикла, расположенных в Челябинской области, так и в случае радиационных аварий на них.
Почвы Богдановичского сельскохозяйственного района были подвержены радиоактивному загрязнению: зона Восточно-Уральского радиоактивного следа, образовавшегося в результате аварии 1957 г. на ПО «Маяк», зона ветрового переноса радиоактивного ила с берегов оз. Карачай Челябинской области на территорию Свердловской области в 1967 г., зона выпавших радиоактивных осадков после аварии 1986 г. на Чернобыльской АЭС.

### Охрана и защита лесов
В 2019 г. в Богдановичском городском округе был ликвидирован крупный лесной пожар площадью 194,8 га.

### Выбросы загрязняющих веществ в атмосферу
В 2019 г. по сравнению с 2018 г. увеличили выбросы загрязняющих веществ в атмосферный воздух: Богдановичское ОАО «Огнеупоры» — на 0,2 тыс. т (на 33,3 %) в связи с увеличением часов работы технологического оборудования; ООО «Комбинат строительных материалов» — на 0,4 тыс. т (на 44,4 %).
Динамика выбросов от предприятия
| Наименование предприятия               | Выброс в атмосферу (тыс. т) | Выброс в атмосферу (тыс. т) |
| Наименование предприятия               | 2018 год                    | 2019 год                    |
| ОАО «Комбинат строительных материалов» | 0,5                         | 0,9                         |